# Julio Rodas
Pour les articles homonymes, voir Rodas (homonymie).
Julio Alberto Rodas Hurtarte (né le 9 décembre 1966 au Guatemala) est un footballeur international guatémaltèque, qui jouait au poste d'attaquant.
Son frère, Jorge, est également footballeur.

## Biographie

### Carrière en sélection
Avec l'équipe du Guatemala, il joue 51 matchs (pour 10 buts inscrits) entre 1988 et 2000. 
Il figure notamment dans le groupe des sélectionnés lors des Gold Cup de 1991, de 1996 et de 2000.
Il participe également aux JO de 1988. Lors du tournoi olympique, il joue trois matchs : contre l'Italie, l'Irak et la Zambie.
Il joue enfin 13 matchs comptant pour les éliminatoires des coupes du monde 1990, 1998 et 2002.

## Palmarès
- Champion du Guatemala en 1989, 1992 et 1994 avec le Deportivo Municipal
- Champion du Guatemala en 1997, 1998, 1999, 1999 (A) et 2001 (C) avec le Deportivo Comunicaciones
- Champion du Salvador en 1996 avec le Deportivo FAS